# سوکرالفیت
سوکرالفیت (به انگلیسی: SUCRALFATE)
رده درمانی: درمان اولسر پپتیک
اشکال دارویی: قرص و سوسپانسیون

## موارد مصرف
سوکرالفیت در درمان اولسر پپتیک معده و دوازدهه و پیشگیری از زخمهای پپتیک ناشی از استرس بکار میرود. سوکرالفیت در درمان اسهال مسافران و ریفلاکس نیز مصرف شده است.

## مکانیسم اثر
مکانیسمهای مختلفی مطرح شده است .این دارو به پروتئین‌ها در محل زخم چسبیده و باعث ایجاد یک پوشش محافظتی دربرابر اسید معده، پپسین و نمکهای صفراوی می شود. همچنین این دارو با تشکیل این پوشش، روی مخاط سالم معده و دئودنوم را نیز می‌پوشاند.

## عوارض جانبی
سرگیجه، خواب‌آلودگی، یبوست (شایع)، اسهال، تهوع، خشکی دهان، سوءهاضمه، درد شکم، راش، خارش، درد پشت.
در مبتلایان به نارسایی کلیوی مزمن به دلیل خطر بروز سمیت عصبی ناشی از آلومینیوم ممنوع است.
دارو بهتر است قبل غذا خورده شود.